# Elezioni presidenziali in Finlandia del 1994
Le elezioni presidenziali in Finlandia del 1994 si tennero il 16 gennaio (primo turno) e il 6 febbraio (secondo turno); videro la vittoria di Martti Ahtisaari, sostenuto dal Partito Socialdemocratico Finlandese.

## Risultati
| Candidati          | Partiti                              | I turno   | I turno | II turno  | II turno |
| Candidati          | Partiti                              | Voti      | %       | Voti      | %        |
| ------------------ | ------------------------------------ | --------- | ------- | --------- | -------- |
| Martti Ahtisaari   | Partito Socialdemocratico Finlandese | 828 038   | 25,91   | 1 722 313 | 53,85    |
| Elisabeth Rehn     | Partito Popolare Svedese             | 702 211   | 21,97   | 1 475 856 | 46,15    |
| Paavo Väyrynen     | Partito di Centro Finlandese         | 623 415   | 19,51   |           |          |
| Raimo Ilaskivi     | Partito di Coalizione Nazionale      | 485 035   | 15,18   |           |          |
| Keijo Korhonen     | Indipendente                         | 186 936   | 5,85    |           |          |
| Claes Andersson    | Alleanza di Sinistra                 | 122 820   | 3,84    |           |          |
| Pertti Virtanen    | Indipendente                         | 95 650    | 2,99    |           |          |
| Eeva Kuuskoski     | Indipendente                         | 82 453    | 2,58    |           |          |
| Toimi Kankaanniemi | Lega Cristiana Finlandese            | 31 453    | 0,98    |           |          |
| Sulo Aittoniemi    | Partito Rurale Finlandese            | 30 622    | 0,96    |           |          |
| Pekka Tiainen      | Indipendente                         | 7 320     | 0,23    |           |          |
| Totale             | Totale                               | 3 195 953 | 100     | 3 198 169 | 100      |